# Яудземс, Станислав
Станислав Я́удземс (латыш. Staņislavs Andreja Jaudzems; 8 сентября 1890, Режицкий уезд, Витебская губерния, Российская империя — 31 марта 1969, Познань, Польша) — латвийский политик, государственный и общественный деятель, министр образования Латвии (1923), член Народного совета Латвии (1918). Педагог.

## Биография
Из крестьян. После окончания гимназии учился в Санкт-Петербургском политехническом институте. После начала Первой мировой войны в 1915 году окончил Петроградские офицерские курсы, в 1915—1916 гг. служил офицером русской армии.
В 1918 году был избран членом Народного совета Латвии от Латгалии.
В 1921—1923 годах работал директором Резекненской государственной гимназии. В 1923 году назначен министром образования Латвии в правительстве З. Мейеровица. Работал на этом посту с 20.07 по 14.10.1923 г. В 1923—1926 годах — работник Министерства образования Латвии.
В 1927 году — директор Департамента школ в Латгалии, директор Краславской государственной средней школы (1927—1934).
В 1934 вернулся в Резекне, руководил государственной коммерческой школой (1934—1940). В 1939 году служил помощником начальника штаба 17-го гвардейского полка в Резекне.
В 1941—1944 гг. — директор Резекненского государственного педагогического института.

## Награды
- 1928 — Орден Трёх звёзд IV степени
- 1939 — Крест Признания 3-й степени
- Крест Заслуг айзсаргов.